# Parateclaia euromarge
Parateclaia euromarge is een hydroïdpoliep uit de familie Teclaiidae. De poliep komt uit het geslacht Parateclaia. Parateclaia euromarge werd in 2000 voor het eerst wetenschappelijk beschreven door Bouillon, Pages, Gili, Palanques, Puig & Heussner. 